# Бингем, Трейси
Тре́йси Би́нгем (англ. Traci Bingham), настоящее имя — Джу́ли Энн Смит (англ. Julie Anne Smith; 13 января 1968, Кембридж, Массачусетс, США) — американская актриса и фотомодель.

## Биография
Джули Энн Смит родилась 13 января 1968 года в Кембридже (штат Массачусетс, США) в семье итальянца-авиатехника и афроамериканки-библиотекарши.
Окончила Гарвардскую расширенную школу с углублением в психологию[уточнить].

## Карьера
Начала свою карьеру в качестве актрисы в 1991 году, снявшись в видеоклипе Good Vibrations музыкальной хип-хоп группы «Marky Mark and the Funky Bunch». В 1994 году Бингем дебютировала в кино, сыграв роль Санты Хелпер в эпизоде «Реальность кусается» телесериала «Принц из Беверли-Хиллз». Всего она сыграла в 29-ти фильмах и телесериалах.
Бингем — фотомодель, снималась для многих журналов, включая «Playboy».

## Личная жизнь
В 1998—2001 годах была замужем за актёром и музыкантом Роббом Валье.
Трейси — курильщица и вегетарианка, член «PETA», появилась в их кампании «Я предпочёл бы быть голым, чем носить мех».

## Избранная фильмография
| Год       |   | Русское название              | Оригинальное название       | Роль                 |
| --------- | - | ----------------------------- | --------------------------- | -------------------- |
| 1994      | с | Принц из Беверли-Хиллз        | The Fresh Prince of Bel-Air | Санта Хелпер         |
| 1995      | ф | Байки из склепа: Рыцарь-демон | Demon Knight                | малышка на вечеринке |
| 1996      | с | Женаты… с детьми              | Married… with Children      | танцовщица           |
| 1996—1998 | с | Спасатели Малибу              | Baywatch                    | Джордан Тейт         |